# Anjozorobe
Anjozorobe es una ciudad de la provincia de Antananarivo, Madagascar, a unos 90 kilómetros al noreste de la capital Antananarivo. Es famosa por su corredor forestal y con una ciudad de peregrinación, Anosivolakely, en la que la Virgen María, se informa que ha aparecido en 1990.
El Bosque Corredor de Anjozorobe es uno de los últimos altiplanos forestales en Madagascar.  Otro altiplano forestal se encuentra en el área protegida de Ambohitantely. 

## Fuente
- Esta obra contiene una traducción  derivada de «Anjozorobe» de Wikipedia en inglés, publicada por sus editores bajo la Licencia de documentación libre de GNU y la Licencia Creative Commons Atribución-CompartirIgual 4.0 Internacional.